# Villalbilla de Burgos (kommunhuvudort)
Villalbilla de Burgos är en kommunhuvudort i Spanien.   Den ligger i provinsen Provincia de Burgos och regionen Kastilien och Leon, i den norra delen av landet, 210 km norr om huvudstaden Madrid. Villalbilla de Burgos ligger 834 meter över havet och antalet invånare är 866.
Terrängen runt Villalbilla de Burgos är huvudsakligen platt. Villalbilla de Burgos ligger nere i en dal. Runt Villalbilla de Burgos är det glesbefolkat, med 12 invånare per kvadratkilometer. Närmaste större samhälle är Burgos, 6,5 km öster om Villalbilla de Burgos. Trakten runt Villalbilla de Burgos består till största delen av jordbruksmark.